# Tortelli di zucca

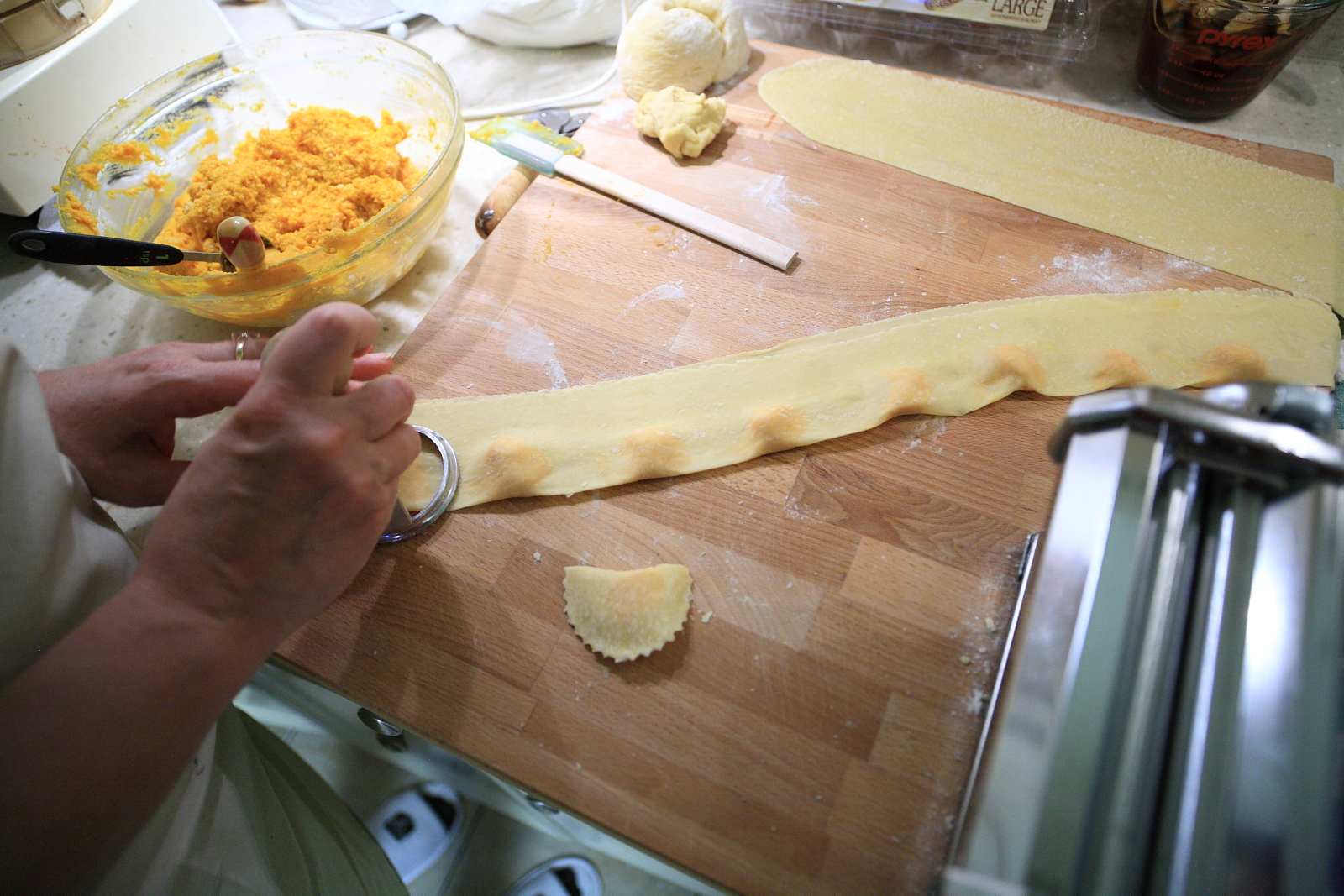
Preparazione dei tortelli di zucca

I tortelli di zucca sono un tipo di pasta ripiena, originaria dell'Italia settentrionale.

## Origine
L'origine dei tortelli di zucca, la cui variante più nota sono i tortelli mantovani , si inserisce nell'antica e popolare tradizione culinaria di paste ripiene dell'Italia settentrionale. Tale tradizione risale almeno al Basso Medioevo mentre la prima testimonianza della zucca come ingrediente risale alla fine del 1500.
Lo scopo di tali preparazioni era di ottenere un piatto gustoso e nutriente, con quel poco che l'economia contadina forniva.

## Descrizione
I tortelli di zucca consistono in involucri di sfoglia all'uovo, solitamente di forma rettangolare della dimensione chiusa di circa 60 x 35 mm, farciti con un impasto di zucca cotta al forno o bollita, amaretti, mostarda, formaggio grana e noce moscata. Deve essere usato un tipo di zucca saporita e compatta, di qualità superiore. Ad esempio la zucca di tipo "delica" o "cappello del prete". La caratteristica saliente di questo piatto è la combinazione del sapore dolce della zucca, con il salato del formaggio grana, con il dolce-amaro degli amaretti ed il piccante della mostarda. Al fine di mantenere il giusto equilibrio tra i diversi sapori, è necessario prestare una particolare attenzione ai dosaggi e, forse per questo motivo, poche e quasi trascurabili sono le varianti che, nel corso dei secoli, hanno modificato la composizione del ripieno. 

### Varianti
Il piatto, inserito tra i prodotti agroalimentari tradizionali italiani, è il simbolo della cucina mantovana (tortèi ad süca, turtèi 'd süca, turtèi con la süca), ma è diffuso, con poche varianti, anche nelle vicine province di Parma, Reggio Emilia, Modena, Ferrara e Cremona. La ricetta ferrarese, chiamata cappellacci di zucca, non prevede l'uso della mostarda o amaretti, mentre quella cremonese usa la mostarda dolce. Assieme ai tortelli cremaschi, è l'unico altro piatto di pasta ripiena tendente al dolce della Lombardia. Nel Piacentino esiste invece una variante che presenta un ripieno senza i caratteristici amaretti e la mostarda, composto solo da zucca lessa e passata al passaverdura e grana.

## Condimenti
Il condimento tradizionale dei tortelli di zucca è costituito da burro fuso in tegame, leggermente scurito ed aromatizzato con salvia, versato direttamente nel piatto del commensale ed aggiunto di abbondante grana grattugiato (condimento tipico della città), oppure in rosso con salamella di suino mantovana (più comune nella campagna o nelle province limitrofe a quella mantovana). A partire dalla seconda metà del XIX secolo, si sono diffusi anche altri tipi di condimenti, a base di burro soffritto con cipolla e pomodoro, unito a lardo, pancetta o pesto di maiale. Nel piacentino, sono talvolta accompagnati da sughi "rossi" con funghi porcini.

## La tradizione natalizia
Nel mantovano e nel cremonese sopravvive l'antica tradizione di preparare i tortelli di zucca come primo piatto della cena per la vigilia di Natale, nata in ragione del precetto religioso cattolico che, in quel giorno, vietava il consumo della carne.